# 8914 Nickjames
A 8914 Nickjames (ideiglenes jelöléssel 1995 YP2) a Naprendszer kisbolygóövében található aszteroida. Brian G. W. Manning fedezte fel 1995. december 25-én.